# Charlie Sayles
Pour les articles homonymes, voir Sayles.
Charlie Sayles, est un chanteur harmoniciste de blues américain, né à Woburn (Massachusetts), le 4 janvier 1948.

## Discographie
- The Raw Harmonica Blues of Charlie Sayles, Dusty Road Records, New York, 1976
- Night Ain't Right, JSP CD 241, Londres, 1990
- I Got Something to Say, JSP CD 261, Londres, 1996
- Union Mission Blues, Washington, 1999